# Preaporeț, Kărdjali
Preaporeț (în bulgară Пряпорец) este un sat în comuna Cernoocene, regiunea Kărdjali,  Bulgaria. 

## Demografie
Componența etnică a satului Preaporeț
     Turci (53,3%)
     Nicio identificare (46,69%)
     Altele (0%)
La recensământul din 2011, populația satului Preaporeț era de 212 locuitori. Din punct de vedere etnic, majoritatea locuitorilor (53,3%) erau turci. Pentru 46,69% din locuitori nu este cunoscută apartenența etnică.